# 관기초등학교 (충북)
관기초등학교는 대한민국 충청북도 보은군 마로면 관기리에 있는 공립 초등학교이다.

## 학교 연혁
- 1920년 10월 10일 관기공립보통학교 개교
- 1941년 4월 1일 관기공립국민학교로 개칭
- 1950년 4월 1일 관기국민학교로 개칭
- 1994년 3월 1일 기대분교장 통합
- 1995년 3월 1일 소여분교장, 적암분교장 통합
- 1996년 3월 1일 관기초등학교로 개칭
- 2020. 01. 07 제98회 9명 졸업(총 6,484명 배출)
- 2021. 01. 13 제99회 10명 졸업(총 6,494명 배출)
- 2022. 01. 07 제100회 4명 졸업(총 6,498명 배출)
- 2022. 03. 01 제30대 김홍석 교장 부임

## 참고 자료
- 관기초등학교 - 한국교육학술정보원 학교알리미